# Nicolas Leutwiler
Nicolas Leutwiler, également connu sous le nom de Nikki Leutwiler, né le 2 novembre 1960 à Fribourg en Suisse, est le Président-directeur général de la Société anonyme Suisse Quellen AG. Il est également un gentleman driver participant à des épreuves d'endurance aux mains de voitures de Grand tourisme ou de Sport-prototypes dans des championnats tels que le championnat du monde d'endurance,l'European Le Mans Series , l'Asian Le Mans Series et la Michelin Le Mans Cup.
Il a remporté le championnat Asian Le Mans Series dans la catégorie LMP2 en 2015-2016.

## Palmarès

### Résultats aux24 Heures du Mans
| Année | Écurie           | Copilotes                     | Voiture              | Classe | Tours | Pos. | Class Pos. |
| ----- | ---------------- | ----------------------------- | -------------------- | ------ | ----- | ---- | ---------- |
| 2014  | Pegasus Racing   | Julien Schell Stéphane Raffin | Morgan LMP2 - Nissan | LMP2   | 336   | 36e  | 10e        |
| 2016  | Race Performance | James Winslow Shinji Nakano   | Oreca 03R - Judd     | LMP2   | 297   | 43e  | 17e        |

### Résultats enChampionnat du monde d'endurance
| Année | Écurie         | Châssis            | Moteur                        | Classe   | 1       | 2   | 3   | 4   | 5   | 6   | Position | Points |
| ----- | -------------- | ------------------ | ----------------------------- | -------- | ------- | --- | --- | --- | --- | --- | -------- | ------ |
| 2022  | Team Project 1 | Porsche 911 RSR-19 | Ferrari F154CB 3,9 L V8 Turbo | LMGTE Am | SEB Nc. | SPA | LMS | MNZ | FUJ | BHR |          | 0*     |

* Saison en cours.

### Résultats enEuropean Le Mans Series
| Année | Écurie           | Voiture      | Moteur                      | Classe | 1        | 2     | 3     | 4        | 5     | 6     | Total | Pos. |
| ----- | ---------------- | ------------ | --------------------------- | ------ | -------- | ----- | ----- | -------- | ----- | ----- | ----- | ---- |
| 2014  | Pegasus Racing   | Morgan LMP2  | Nissan VK45DE 4,5 L V8 Atmo | LMP2   | SIL Abd. | IMO 6 | RBR 7 | LEC Abd. | EST 8 |       | 18    | 15e  |
| 2016  | Race Performance | Oreca 03R    | Judd HK 3,6 L V8 Atmo       | LMP2   | SIL 6    | IMO 9 | RBR   | LEC      | SPA   |       | 10    | 10e  |
| 2016  | Race Performance | Ligier JS P3 | Nissan VK50VE 5,0 L V8 Atmo | LMP3   |          |       |       |          |       | EST 7 | 6     | 24e  |

### Résultats enAsian Le Mans Series
| Année     | Écurie           | Châssis   | Moteur                | Classe | 1     | 2     | 3     | 4     | Position | Points |
| --------- | ---------------- | --------- | --------------------- | ------ | ----- | ----- | ----- | ----- | -------- | ------ |
| 2015-2016 | Race Performance | Oreca 03R | Judd HK 3,6 L V8 Atmo | LMP2   | FUJ 1 | SEP 1 | BUR 3 | SEP 2 | 1re      | 84     |